# 1979-es magyar fedett pályás atlétikai bajnokság
Az 1979-es magyar fedett pályás atlétikai bajnokság a hatodik bajnokság volt, melyet február 16. és február 17. között rendeztek Budapesten, az Olimpiai Csarnokban. Az egyéni versenyszámokra 146 férfi és 109 női sportolót neveztek. Férfi 1500 méteren a versenybírók elszámolták a köröket, így a versenyzők 180 méterrel többet futottak. Ezért a zsűri időeredmények nélkül hirdetett eredményt. Férfi 800 méteren kilenc versenyző indult a selejtezőben. Közülük Paróczai András nem tudta bemutatni az igazolását. A zsűri ennek ellenére engedélyezte az indulását, amire a szabályok lehetőséget adtak. Erre válaszul a többi versenyző visszalépett a selejtezőtől és Paróczai egyedül jutott a döntőbe, amitől ő is visszalépett. Női magasugrásban Mátay Andrea 196 és 198 cm-rel fedett pályás világcsúcsot ért el.

## Naptár
| február 16. | február 16.      | február 17. | február 17.       |
| Idő         | Esemény          | Idő         | Esemény           |
| ----------- | ---------------- | ----------- | ----------------- |
|             | 60 m férfi       |             | rúdugrás férfi    |
|             | 400 m férfi      |             | 200 m férfi       |
|             | 1500 m férfi     |             | 800 m férfi       |
|             | magasugrás férfi |             | 3000 m férfi      |
|             | távolugrás férfi |             | 60 m gát férfi    |
|             | súlylökés férfi  |             | 4 × 180 m férfi   |
|             | 400 m női        |             | hármasugrás férfi |
|             | 1500 m női       |             | 60 m női          |
|             | 60 m gát női     |             | 200 m női         |
|             | 4 × 180 m női    |             | 800 m női         |
|             | távolugrás női   |             | magasugrás női    |
|             |                  |             | súlylökés női     |

A selejtezőket délelőtt rendezték.

## Eredmények

### Férfiak
| Versenyszám | Arany                                                                        | Arany                         | Ezüst                                                       | Ezüst                         | Bronz                                                   | Bronz                         |
| ----------- | ---------------------------------------------------------------------------- | ----------------------------- | ----------------------------------------------------------- | ----------------------------- | ------------------------------------------------------- | ----------------------------- |
| 60 m        | Tatár István Bp. Honvéd                                                      | 6,83                          | Babály László Debreceni MTE                                 | 6,95                          | Telegdy Gyula Bp. Spartacus                             | 7,07                          |
| 200 m       | Magyar Gyula Bp. Honvéd                                                      | 22,1                          | Szalai József Szolnoki MÁV                                  | 22,3                          | Bagyura Nándor Bp. Honvéd                               | 22,4                          |
| 400 m       | Takács István Újpesti Dózsa                                                  | 48,6                          | Magyar Gyula Bp. Honvéd                                     | 48,9                          | Szalai József Szolnoki MÁV                              | 49,3                          |
| 800 m       | Minden versenyző visszalépett                                                | Minden versenyző visszalépett | Minden versenyző visszalépett                               | Minden versenyző visszalépett | Minden versenyző visszalépett                           | Minden versenyző visszalépett |
| 1500 m      | Zemen János Újpesti Dózsa                                                    |                               | Markó Gábor Bp. Honvéd                                      |                               | Sándor János Bp. Honvéd                                 |                               |
| 3000 m      | Török János SZEOL AK                                                         | 8:08,0                        | Illés Antal MAFC                                            | 8:09,5                        | Wolford László SZEOL AK                                 | 8:10,2                        |
| 60 m gát    | Bodó Béla Debreceni MTE                                                      | 8,11                          | Dóczi Ferenc Olajbányász                                    | 8,39                          | Árva István Újpesti Dózsa                               | 8,42                          |
| 4 × 180 m   | Hornyacsek Nándor Árva István Takács István Knyzoviczki András Újpesti Dózsa | 1:21,0                        | Mészáros László Koller László Paál László Géber István MAFC | 1:21,7                        | Fritz János Mátyók József Nagy Dobos Péter Gödöllői EAC | 1:23,4                        |
| magasugrás  | Jámbor József TFSE                                                           | 217 cm                        | Major István Bp. Honvéd                                     | 217 cm                        | Gábossy Lajos TFSE                                      | 210 cm                        |
| rúdugrás    | Salbert Ferenc Csepel SC                                                     | 500 cm                        | Makó Ernő Bp. Spartacus                                     | 480 cm                        | Fülöp László Bp. Spartacus                              | 480 cm                        |
| távolugrás  | Szalma László TFSE                                                           | 775 cm                        | Kövesi Tibor Csepel SC                                      | 753 cm                        | Tordai László SZEOL AK                                  | 733 cm                        |
| hármasugrás | Katona Gábor Bp. Honvéd                                                      | 16,33 m                       | Paál László MAFC                                            | 15,37 m                       | Kiss Tibor TFSE                                         | 15,36 m                       |
| súlylökés   | Szabó László Videoton                                                        | 17,61 m                       | Lukács László Bp. Honvéd                                    | 17,43 m                       | Fehér Lajos Pécsi MSC                                   | 17,20 m                       |

### Nők
| Versenyszám | Arany                                                              | Arany   | Ezüst                            | Ezüst                | Bronz                         | Bronz                |
| ----------- | ------------------------------------------------------------------ | ------- | -------------------------------- | -------------------- | ----------------------------- | -------------------- |
| 60 m        | Orosz Irén Újpesti Dózsa                                           | 7,62    | Juhász Erzsébet Szolnoki MÁV     | 7,73                 | Lukics Ildikó Bp. Honvéd      | 7,79                 |
| 200 m       | Orosz Irén Újpesti Dózsa                                           | 24,5    | Baumann Gizella Újpesti Dózsa    | 25,0                 | Lukics Ildikó Bp. Honvéd      | 25,4                 |
| 400 m       | Baumann Gizella Újpesti Dózsa                                      | 56,8    | Czene Zsuzsa Csepel SC           | 57,0                 | Treiber Zita Haladás          | 57,9                 |
| 800 m       | Lipcsei Irén Debreceni MTE                                         | 2:09,5  | Horváth Janka Haladás            | 2:10,0               | Jankó Ilona Bakony Vegyész    | 2:12,5               |
| 1500 m      | Lipcsei Irén Debreceni MTE                                         | 4:19,6  | Horváth Janka Haladás            | 4:22,9               | Babinyecz Józsefné Csepel SC  | 4:23,2               |
| 60 m gát    | Siska Xénia Bp. Vasas                                              | 8,28    | Balogh Katalin Zalaegerszegi TE  | 8,61                 | Vastagh Hedvig Újpesti Dózsa  | 8,66                 |
| 4 × 180 m   | Orosz Irén Vastagh Hedvig Kósa Erika Baumann Gizella Újpesti Dózsa | 1:34,8  | Több induló nem volt             | Több induló nem volt | Több induló nem volt          | Több induló nem volt |
| magasugrás  | Mátay Andrea MAFC                                                  | 198 cm  | Gubán Gabriella Pécsi MSC        | 180 cm               | Csörsz Magdolna Diósgyőri VTK | 175 cm               |
| távolugrás  | Kósa Erika Újpesti Dózsa                                           | 609 cm  | Szabó Andrea Dunaújvárosi Kohász | 570 cm               | Czene Zsuzsa Csepel SC        | 566 cm               |
| súlylökés   | Irányi Margit Bp. Honvéd                                           | 15,81 m | Papp Teréz Ferencvárosi TC       | 14,91 m              | Herth Hajnal Újpesti Dózsa    | 14,54 m              |

## Új országos rekordok
- női 60 m gát: Siska Xénia (8,28)
- női magasugrás: Mátay Andrea (196 cm; 198 cm) világcsúcs